# Аманда Кін
Аманда Кін (англ. Amanda Keen; нар. 15 січня 1978) — колишня британська тенісистка.
Найвищу одиночну позицію світового рейтингу — 207 місце досягла 19 березня 2007, парну — 294 місце — 6 червня 2005 року.
Здобула 4 одиночні та 1 парний титул.
Найвищим досягненням на турнірах Великого шолома було 2 коло в змішаному парному розряді.
Завершила кар'єру 2007 року.

## Фінали ITF

### Одиночний розряд (4–2)
| Турніри $25,000 |
| Турніри $10,000 |

| Результат | Ранг | Дата            | Турнір                              | Покриття   | Суперниця       | Рахунок          |
| --------- | ---- | --------------- | ----------------------------------- | ---------- | --------------- | ---------------- |
| Перемога  | 1.   | 20 січня 2003   | Кінгстон-апон-Галл, Велика Британія | Тверде (i) | Анна Бастрікова | 6–3, 6–1         |
| Перемога  | 2.   | 7 березня 2004  | Бухен, Німеччина                    | Тверде     | Ева Грдінова    | 6–3, 6-2         |
| Перемога  | 3.   | 11 липня 2004   | Філікстоу, Велика Британія          | Трава      | Теодора Мирчич  | 6–2, 6–1         |
| Перемога  | 4.   | 9 квітня 2006   | Бат (Англія), Велика Британія       | Тверде (i) | Нікол Тіссен    | 6–3, 6–0         |
| Поразка   | 5.   | 13 травня 2006  | Монсон, Іспанія                     | Тверде     | Даяна Оспіна    | 4–6, 2–6         |
| Поразка   | 6.   | 26 вересня 2006 | Ноттінгем, Велика Британія          | Тверде     | Кеті О'Браєн    | 7–5, 6–7(3), 4–6 |

### Парний розряд (1–0)
| Результат | Ранг | Дата           | Турнір            | Покриття | Партнерка     | Суперниці                  | Рахунок          |
| --------- | ---- | -------------- | ----------------- | -------- | ------------- | -------------------------- | ---------------- |
| Перемога  | 1.   | 21 травня 2005 | Тенерифе, Іспанія | Тверде   | Енн Кеотавонг | Юлія Бабілон Адріана Барна | 7–6(5), 3–6, 6–3 |